# Platyrinchus
Platyrinchus là một chi chim trong họ Tyrannidae.